# Troféu Cinco Violinos de 2015
O Troféu Cinco Violinos de 2015 foi a 4ª edição do Troféu Cinco Violinos disputada no dia 1 de agosto no Estádio José Alvalade, Lisboa. O troféu foi vencido pelo anfitrião Sporting após uma vitória de 2-0 sobre a Roma.
Islam Slimani inaugurou o marcador, após uma cabeçada seguida de um escanteio, e Carlos Mané saiu do banco de reservas para dar números finais ao jogo. O árbitro da partida foi o português Tiago Bruno Lopes Martins.

## Forma de disputa
A competição consiste em uma única partida disputada em Portugal, sempre com o Sporting como anfitrião. O adversário é convidado. O vencedor da partida será declarado o campeão do torneio. Se houver empate durante o tempo normal será disputado uma prorrogação de 15 minutos para cada lado, se ainda assim persistir o empate, a disputa será decidida na cobrança de penalidades máximas.

## Equipes participantes
| País     | Equipe   | Em 2014 | Títulos (Último) |
| -------- | -------- | ------- | ---------------- |
| Portugal | Sporting | Campeão | 3 (2014)         |
| Itália   | Roma     | –       | 0                |

## Detalhes da partida
| 1 de agosto   | Sporting                            | 2 – 0     | Roma | Estádio José Alvalade, Lisboa |
| 15:45 (UTC−3) | Islam Slimani 63' · Carlos Mané 70' | Relatório |      | Árbitro: POR Tiago Martins    |

| Sporting | Roma |

| SPORTING:      |    |                   |     |     |
|                |    |                   |     |     |
| G              | 1  | Rui Patrício      |     | 77' |
| LD             | 21 | João Pereira      |     | 77' |
| Z              | 15 | Paulo Oliveira    |     |     |
| Z              | 44 | Naldo             |     | 59' |
| LE             | 4  | Jefferson         |     |     |
| V              | 23 | Adrien Silva      | 22' | 77' |
| V              | 17 | João Mário        |     | 59' |
| M              | 18 | Carrillo          |     | 71' |
| M              | 20 | Bryan Ruiz        |     | 46' |
| A              | 19 | Teo Gutiérrez     |     | 59' |
| A              | 9  | Slimani           |     | 71' |
| Substituições: |    |                   |     |     |
| G              | 22 | Marcelo Boeck     |     | 77' |
| G              | 26 | Ažbe Jug          |     |     |
| Z              | 3  | Jonathan Silva    |     |     |
| Z              | 55 | Tobias Figueiredo |     | 59' |
| LD             | 47 | Ricardo Esgaio    |     | 77' |
| V              | 35 | Rúben Semedo      |     | 59' |
| M              | 28 | André Martins     |     | 71' |
| M              | 42 | Wallyson          |     | 77' |
| A              | 36 | Carlos Mané       |     | 46' |
| A              | 10 | Fredy Montero     |     | 59' |
| A              | 60 | Gelson Martins    |     | 71' |
| A              | 8  | Junya Tanaka      |     |     |
| Treinador:     |    |                   |     |     |
| Jorge Jesus    |    |                   |     |     |

| ROMA:          |    |                   |       |     |
|                |    |                   |       |     |
| G              | 26 | De Sanctis        |       | 46' |
| LD             | 13 | Maicon            |       | 58' |
| Z              | 44 | Manolas           |       | 58' |
| Z              | 5  | Leandro Castán    | 10'   | 58' |
| LE             | 3  | Ashley Cole       |       | 72' |
| V              | 32 | Paredes           |       | 58' |
| V              | 16 | De Rossi          |       | 58' |
| M              | 48 | Salih Uçan        |       | 72' |
| A              | 7  | Iturbe            | 43'   | 58' |
| A              | 10 | Totti             |       | 58' |
| A              | 8  | Adem Ljajić       |       | 58' |
| Substituições: |    |                   |       |     |
| G              | 1  | Bogdan Lobonţ     |       |     |
| G              | 25 | Wojciech Szczęsny |       | 46' |
| Z              | 2  | Yanga-Mbiwa       | 90+2' | 58' |
| LD             | 24 | Florenzi          |       | 58' |
| LE             | 46 | Romagnoli         |       | 58' |
| V              | 20 | Keita             |       | 58' |
| M              | 4  | Nainggolan        |       | 58' |
| M              | 14 | Iago Falque       | 65'   | 58' |
| A              | 22 | Mattia Destro     |       | 58' |
| A              | 88 | Seydou Doumbia    |       |     |
| A              | 27 | Gervinho          |       | 58' |
| A              | 19 | Ibarbo            |       | 72' |
| A              | 2  | Silvio Anocic     |       | 72' |
| Treinador:     |    |                   |       |     |
| Rudi Garcia    |    |                   |       |     |